# 133747 Robertofurfaro
133747 Robertofurfaro è un asteroide della fascia principale. Scoperto nel 2003, presenta un'orbita caratterizzata da un semiasse maggiore pari a 2,7323971 UA e da un'eccentricità di 0,2005864, inclinata di 8,52664° rispetto all'eclittica.